# Arthdal Chronicles
Arthdal Chronicles (hangul: 아스달 연대기; rr: Aseudal yeondaegi) é uma telenovela sul-coreana exibida pelo canal tvN, estrelada por Jang Dong-gun, Song Joong-ki, Kim Ji-won e Kim Ok-vin. A série foi exibida todos os sábados e domingos às 21:00 (KST) a partir de 1 de junho de 2019. Estreou internacionalmente na Netflix.

## Enredo
Em uma terra mítica chamada Arth, os habitantes da antiga cidade de Arthdal enfrentam lutas pelo poder, enquanto alguns encontram amor ao longo do caminho. Eunseom passa por dificuldades para trazer sua tribo de volta à vida e descobre suas verdadeiras origens no processo.

## Elenco

### Elenco principal
- Jang Dong-gun como Ta-gon
  - Jung Jae-won como Ta-gon (jovem)
  - Moon Woo-jin como Ta-gon (criança)

O primeiro filho de San-ung, líder da União Arthdal.
Abençoado com inteligência e fisicalidade, ele é um estrategista genial e guerreiro, o chefe das tropas de Daekan. Um herói que triunfou sobre os neanthals na Grande Guerra através de sua estratégia de guerra. Após a Grande Guerra, San-ung declarou a Grande Caçada e ordenou o genocídio dos Neanthal. Ta-gon estava na linha de frente da Grande Caçada, provando sua habilidade. Sob a liderança de Ta-gon, as tropas de Daekan não apenas reforçaram a Grande Caça, mas também pacificaram tribos rebeldes que tentaram se revoltar contra a União Arthdal. A reputação de Ta-gon em Arthdal continuou a aumentar.
Como Ta-gon se tornou um herói para todas as tribos de Arthdal, uma pessoa assistia com olhos cautelosos - seu próprio pai, San-ung. Embora ele estivesse inicialmente satisfeito com as estratégias astutas de Ta-gon, à medida que a eminência de Ta-gon aumentava, San-ung ficou desconfortável. Superado pela luxúria do poder, San-ung tenta derrubar Ta-gon prendendo-o. Isso incita uma guerra entre pai e filho, e Ta-gon pula sobre a montanha de seu pai e assume o controle de Arthdal. Ta-gon finalmente se torna o Herói de Arthdal. Ta-gon também é Igutu (sangue misto de humanos e Neanthal); ninguém em Arthadal está ciente disso, exceto San-ung, Eun-seom, Saya e Tae Al-ha.
- Song Joong-ki como Eun-seom e Saya, seu gêmeo idêntico
  - Kim Ye-joon como Eun-Seom (jovem)

Filho de Asa Hon e Neanthal, Ragaz. Um membro da tribo Wahan de Iark, um estrangeiro de Arthdal. O inimigo mais poderoso de Ta-gon nos próximos dias.
Os filhos de um relacionamento alienígena não aceito em Arthdal. Eun-seom e Saya são uma raça mista dos Saram (raça humana) e dos Neanthal, um par de Igutus nascido durante a Grande Guerra. Uma antiga profecia de Arthdal diz isso.
"A criança nascida no dia em que o cometa azul aparecer trará calamidade".
E assim é, no dia em que nasceram, uma faixa azul brilhante iluminou o céu. A mãe de Eun-Seom, Asa Hon, disposta a fazer qualquer coisa para manter Eun-Seom viva, escapa de Arthdal e segue para Iark. Mas Asa Hon encontra sua morte na viagem a Iark.
O jovem Eun-seom foi criado na tribo Wahan de Iark. O Wahan se acostumou com os diferentes lábios roxos de Eun-seom e as cicatrizes nas costas, mas Eun-seom era mais único do que apenas sua aparência. Ele pode copiar qualquer manobra depois de vê-la apenas uma vez, não importa quão complicada. Assim, ele estava ensinando a Tan-ya a intrincada dança da Grande Mãe Espiritual, que ela deveria estar dominando. Além disso, Eun-Seom era um caçador melhor do que seus pares, pois ele é extraordinariamente forte e rápido. Embora não seja comparável ao Neanthal, um homem comum não consegue acompanhar a força e a velocidade de um Igutu. As habilidades de Eun-Seom eram estranhas para os Wahan.
Apesar de ter sido criado em Wahan, Eun-seom ainda era um estranho. Seu único confidente era Tan-ya, uma garota Wahan da mesma idade com quem ele cresceu. Para Eun-seom, Tan-ya é sua família que está lá para ele desde que ele era jovem. Tan-ya é uma garota pensativa que sempre cuidou da solitária Eun-seom. Eun-seom amava Tan-ya por isso.
Por fim, as excelentes habilidades e personalidade de Eun-seom criaram um grande problema, e Eun-seom está prestes a ser banido de Wahan. Ao mesmo tempo da crise de Eun-Seom, um perigo também se aproxima da terra de Iark. Seguindo as ordens de San-ung, o líder da União Arthdal, que quer conquistar as tropas de Iark, Ta-gon e Daekan, desce o Grande Penhasco Negro. A tribo Wahan foi derrotada. E assim, Tan-ya e Wahan são levados para Arthdal. Para salvá-los, Eun-Seom segue para Arthdal, a raiz do seu segredo.
Saya, por outro lado, Ragaz o trouxe quando encontrou Mubaek e seus soldados Saram. Eles lutaram e Ragaz morreu, morto por uma flecha e atirado por Ta-gon. Ta-gon encontrou Saya escondido nos arbustos e ele o levou para casa, entregando-o a Tae Al-ha para criar. Saya passou grande parte de sua vida na seção mais alta da Fortaleza de Fogo. A identidade de Saya foi revelada pela primeira vez no final do episódio 6, temporada 1. Ele mostrou-se manipulador e tem uma veia de vingança, pois frustrou o plano de Tae Al-ha devido à sua participação no assassinato de quem ele amava, Saenarae.
- Kim Ji-won como Tan-ya
  - Heo Jung-eun como Tan-ya (jovem)

Filha de Yeol-son, a sucessora ungida da próxima Grande Mãe Espiritual dos Wahan. A criança profetizada do cometa azul.
No dia em que Tan-ya nasceu, sua mãe morreu antes de poder conhecer sua amada filha. Tan-ya nasceu no mesmo dia que Eun-Seom, o dia em que o cometa azul atravessou o céu. Mas a profecia de Wahan do cometa azul diferia da de Arthdal.
"Quem quebrar a concha chegará no dia do cometa azul, acompanhado pela morte. Wahan deixará de ser Wahan."
Tan-ya é uma garota esperta e inteligente de Wahan, destinada a ser a próxima Grande Mãe Espiritual. Em Iark, uma terra onde o arco e a flecha nem sequer foram inventados, ela usa uma tipóia como sua ferramenta de caça. Ela é uma guerreira capaz de tirar a vida de um adulto.
A raça Saram não pode sonhar, mas as sacerdotisas devem poder sonhar para se qualificarem como uma mãe espiritual. Para ter sonhos, Tan-ya está sobrecarregada com treinamento e prática, mas ela ainda precisa realizar um sonho. Além disso, ela não foi capaz de dominar a dança espiritual de gerações de mães espirituais. Quando Tan-ya se torna mais frustrado e pressionado, um dia, Eun-seom secretamente assiste e aprende a dança espiritual, e ensina Tan-ya. Ela descobre que Eun-seom tem sonhos e, a princípio, Tan-ya suspeita. Ao mesmo tempo, ela sente ciúmes. Mas sem saber, ela começa a ter sentimentos por Eun-seom.
Os dias foram pacíficos, até que as tropas de Arthdal Daekan chegaram à aldeia de Wahan. Tan-ya acaba sendo capturado pelo povo Wahan e levado para a distante terra de Arthdal. Pouco a pouco, ela sente seu destino e sua missão ungida quando a criança do cometa azul se aproxima dela, junto com a verdade da tribo Wahan.
- Kim Ok-vin como Tae Al-ha
  - Kim Seo-yeon como Tae Al-ha (jovem)

Filha do Chefe da Tribo Hae, Mi-hol. Um cientista, guerreiro e político ambicioso.
O povo Hae é estrangeiro de Arthdal, que chegou de muito longe, atravessando os oceanos. Não faz muito tempo que os Hae se estabeleceram em Arthdal. O chefe Hae, Mi-hol, usou a tecnologia excepcional dos Hae como um meio de sobreviver em Arthdal. Como filha de Mi-hol, Tae Al-ha percebeu em tenra idade, que se você não se tornar forte, você morre. Se você não pode ser uma pessoa forte, deve estar do lado de uma pessoa forte. O julgamento correto sobre quem é forte é a única coisa que importa. Isso foi esculpido profundamente em seu coração. Descendentes dos Hae são criados para serem especialistas em vários campos da ciência, e Tae Al-ha não é exceção. Mas seu interesse está no poder, não na ciência. Em vez de dominar a ciência, ela preferia controlar os cientistas. Ela acreditava que quem poderia influenciar as pessoas a liderar a direção da história seria a pessoa no ápice do poder.
Com insight e poder analítico comparável ao pai, Tae Al-ha prevê desde cedo que Arthdal está à beira da mudança. Embora ela não tenha experimentado, ela sabe da história. O crescimento explosivo da agricultura e produção de Arthdal acabará por levar ao nascimento de uma nação. Acreditando que as nações nascem no meio de tempestades e desejos conflitantes, Tae Al-ha encontra Ta-gon.
E assim, Ta-gon se torna o Herói de Arthdal. Tudo parecia seguir os desejos e planos de Tae Al-ha. Ela goza de grande poder como camarada político de Ta-gon. Tae Al-ha não tinha medo, Arthdal era tão bom quanto o dela. No entanto, um forte rival aparece de um lugar inesperado.

### Elenco de apoio
Arthdal (tribo Saenyeok, forças de Daekan)
- Kim Eui-sung como San-ung

O pai de Ta-gon, chefe da tribo Saenyeok. Líder da União Tribal de Arthdal. O corajoso San-ung, que subiu à posição de Líder da União Tribal de Arthdal desde tenra idade, tem a capacidade de abraçar e incluir outros que fizeram as pessoas quererem segui-lo. Ele é inteligente e justo ao resolver problemas. Ele alcançou uma vitória triunfante na Grande Guerra contra o Neanthal, mas o herói dessa guerra não era ele, mas seu filho, Ta-gon. O ciúme de San-ung em relação ao filho era apenas um pequeno inconveniente. Mas quando a eminência de Ta-gon subiu para ameaçar sua posição como Líder da União Tribal, San-ung fez uma terrível determinação em seu coração.
- Park Hae-joon como Moo-baek
- Park Byung-eun como Dan-byeok

Filho de San-Woong, meio-irmão de Ta-gon. O atual general da força de guardas de Arthdal. Sucessor da tribo Chefe da Saenyeok. Dan-byeok foi reconhecido como o sucessor do chefe da tribo Saenyeok desde o início. Embora Ta-gon fosse mais velho, já que ninguém sabia quem era a mãe de Ta-gon, Dan-byeok não sentia necessidade de estar vigilante contra ele. Ele não entende por que seu pai era odioso em relação a Ta-gon e se protegeu contra ele desde tenra idade. E assim, ele sempre sentiu pena de Ta-gon e teve muita simpatia por ele. Com espadachim e fisicalidade superiores, sua reputação entre os Saenyeok e as tribos da União era alta.
- Park Hyoung-soo como Gil-sun

Originalmente um membro das tropas de Daekan, ele é atualmente um líder de tropas das Forças da Guarda. Nascido na Tribo da Montanha Branca, depois de lutar ao lado de Ta-gon na Grande Caçada de Neanthal. Ele foi o primeiro a retornar a Arthdal e é encarregado de manter a paz em Arthdal como membro das Forças da Guarda. Um soldado que entende de política, ele trabalha sob líderes de alto escalão. Ele é rápido em entender os interesses em jogo e mudar as marés políticas.
- Choi Young-joon como Yeon-bal

Um guerreiro Daekan. Como um membro da tribo de Saenyeok e por lealdade a Ta-gon, ele executa suas tarefas conforme ordenado. Com Mu-baek e Gil-filho acima dele, e Mu-gwang e Kitoha abaixo dele, ele é frequentemente o escolhido e frequentemente se sente injustamente tratado. De espírito livre e amigável, ele é inteligente ao contrário de sua aparência.
Lee Ho-cheol como Kitoha
Um guerreiro Daekan da Tribo da Montanha Branca com boas habilidades de luta e força quase desumanamente poderosa. Ele tem uma personalidade selvagem e adora beber e jogar, mas, inadequado para sua aparência e habilidades, ele é muito supersticioso, até ficando assustado com o menor sinal de infortúnio.
- Hwang Hee como Mu-gwang

Um guerreiro Daekan, irmão mais novo de Mu-baek. Ele realiza tarefas cruéis e sujas sem consideração moral. Se são ordens de Ta-gon, ele obedece sem remorso. Ele se sente frustrado com seu irmão mais velho, Mu-baek, que não se importa com o poder e é inabalável em sua lealdade apenas à União. Ele foi muito brutal em seu tratamento ao povo Iark, matando-o sem hesitar.
- Ki Do-hoon como Yang-cha

Um guerreiro Daekan que é adepto do uso de armas de bronze. Ele sempre usa uma máscara na boca, pois está cumprindo uma punição de silêncio por algo que aconteceu no passado. Ta-gon deu ao jovem Yang-cha uma ordem secreta no passado. Ta-gon também revela a Yang-cha seus verdadeiros sentimentos. Dentro das tropas de Daekan, ele tem a reputação de ser comparável a Mu-baek, visto como o melhor guerreiro da próxima geração.
Canção Yoo-taek como Park Ryang-poong
Um guerreiro Daekan de uma pequena tribo minoritária que conseguiu receber um compromisso de liderança. Ao contrário de suas aparências, ele é inteligente e perspicaz, podendo concluir com precisão suas tarefas.
- Lee Hwang-eui como Dae-dae

O historiador-chefe do Castelo da União Tribal. O chefe de todos os escribas que registram os acontecimentos no castelo e um oficial administrativo. Mas o papel de Dae-dae não pára por aí, ele serve ao lado do Líder da Tribo da União. Ele não julga as marés do poder, mas é um estudioso que promete lealdade firme à própria União.
- Hwang Min-ho como So-dang
- Kim Jung-woo como Pyeon-mi

Arthdal (Tribo da Montanha Branca)
- Lee Do-kyung como Asa Ron

O Ancião Chefe da Tribo White Mountain, ele controla os ritos e cerimônias religiosas. Como o Ancião Chefe que chefia o Grande Templo que serve os Oito Deuses de Arthdal, ele está no ápice do poder de Arthdal. No entanto, Asa Ron tem uma coisa que falta, ele desce de apenas uma filial da Grande Mãe Asa Shin, e não da linha direta dela. Ele pode comunicar as vontades de Deus, mas não pode encontrar os próprios deuses. Assim, Asa Ron lidera seu clã não pela força de suas habilidades inatas, mas por seu excelente julgamento político.
- Son Sook como Asa Sakan

Um membro do clã Asa, a mãe da Tribo da Montanha Branca. O maior ancião da Tribo da Montanha Branca que protege as cavernas sagradas da Tribo da Montanha Branca, que tem grande influência para influenciar as decisões do Grande Templo. Ela acredita que é sua missão proteger o poder divino do clã Asa e da União Arthdal.
- Seo Eun-ah como Asa Mot

Membro do clã Asa, sacerdotisa-chefe, ela orquestra os ritos e cerimônias de Arthdal sob Asa Ron. Ela também é confiável por Asa Ron para gerenciar o Grande Templo. Ela acredita que seu corpo pertence a Airuzu, seu coração a Isodunyong, ela é inabalável em sua fé e princípios, um fundamentalista ainda mais robusto que Asa Ron.
- Jang Yool como Asa Yon

Sacerdote do clã Asa, ele serviu originalmente nas cavernas sagradas da Montanha White Head, seguindo Isodunyong. No entanto, ele foi notado por Asa Ron e foi transferido para o Grande Templo, tornando-se um sacerdote que serve os Oito Deuses. Inteligente e realista, às vezes ele se choca com Asa Mot.
- Park Ji-won como Asa Moo

Uma linda sacerdotisa do clã Asa que comunica as palavras de Isodunyeong. Ela sempre parece bêbada, com uma aparência atordoada e palavras arrastadas. Ela dança dentro do Grande Templo e levanta gritos ao receber mensagens dos deuses.
- Choo Ja-hyun como Asa Hon

Um membro do clã Asa, Eun-seom e mãe de Saya. Ela foi encarregada de entregar presentes ao Neanthal e, em um Atturad em chamas, ela testemunhou a crueldade da raça Saram. Depois, ela escapou com o Neanthal, Ragaz e deu-lhe seu coração, eventualmente concebendo Eun-Seom e Saya. Sendo perseguido pelas tropas de Daekan, Asa Hon leva o jovem Eunsom ao Grande Penhasco Negro, tentando ir em direção a Iark.
Arthdal (tribo Hae)
- Jo Sung-ha como Hae Mi-hol

Chefe da tribo Hae, pai de Tae Al-ha. O mestre da ciência e da informação de Arthdal, o proprietário da fortaleza de fogo. Cerca de 50 anos atrás, Mi-hol chegou a Arthdal quando criança. Mas ele ajudou os adultos da tribo Hae a iniciar uma operação agrícola em larga escala. Ele fez instrumentos de bronze e trouxe abundância a Arthdal, permitindo que os Hae alcançassem seu status atual. Mihol observou a rápida mudança na política arthdaliana, enquanto calculava seus passos. Ele fez uma estratégia e planejou meticulosamente para garantir a missão e a sobrevivência da tribo Hae. Mas a única coisa que ele não considerou foi sua filha Tae Al-ha.
- Yoon Sa-bong como Hae Tu-ak

Um guerreiro Hae, o atendente mais próximo de Tae Al-ha. Embora ela pareça gregária e desajeitada, ela é a mão direita de Tae Al-ha. Sua aparência pode sugerir que ela tem um corpo grande e se move estupidamente, mas é uma guerreira que é hábil em artes marciais. O apelo de Hae Tu-ak é que ela esmagará os braços daqueles que a atacam enquanto fala palavras inocentes pela boca.
- como Hae Yeo-bi

A retentor mais próxima de Mi-hol, que dedicou sua vida à sobrevivência da tribo Hae. Sob a direção de Mi-hol, ela atualmente monitora de perto Tae Al-ha, que ela criou com as próprias mãos. Sem emoção, ela repreendeu e incensou estritamente Tae Al-ha. Hábil em artes marciais, ela às vezes entra em conflito com Hae Tu-ak, que é seu completo oposto.
Bae Ki-beom como Hae Heul-lip
Um historiador de Hae, o coletor de informações de Mi-hol. Para ele, a palavra de Mi-hol é Lei. Inteligente, com capacidade de agir rapidamente, ele mantém a confiança de Mi-hol. Ele é encarregado da tarefa de registrar informações sobre Arthdal e todas as tribos em Arth Lands.
- como Hae Al-yong

O historiador chefe da tribo Hae. Ele mantém a biblioteca da Fortaleza de Fogo, que contém 5000 volumes de livros de bambu e couro. Embora apenas 5000, na época, isso seja equivalente a todos os livros da Terra Arth e Aniachu. Al-yong, que mantém e publica esses livros, é chamado Al-yong, o Sábio, pelo povo da União Tribal de Arthdal.
- como Hae Ga-eun

A tecnóloga agrícola da tribo Hae, cujo cérebro é tão superior que conhece as espécies e raças de todas as plantas.
- Im Jin-woong como Hae Kka-dak

O tecnólogo de bronze da tribo Hae. Embora ele geralmente seja preguiçoso e ignorante, ele é o melhor fabricante de bronze em toda a tribo Hae.
- como Hae Ddae-mun

O jovem filho de Hae Kka-dak. Apenas ouvindo-os falar, você pode ficar confuso sobre quem é o pai e quem é o filho. Ele vai te incomodar quando você menos espera
Guilda Bachi
- como Ha-rim

Curandeiro de Arthdal. Nascido na tribo White Mountain, ele é o principal curandeiro de Arthdal. Além de suas habilidades técnicas em cirurgia, ele também pode reconhecer qualquer erva medicinal à primeira vista. Suas excelentes habilidades médicas contribuíram para trazer a estratégia de Ta-gon à realidade. Se não houvesse Ha-rim, Arthdal não teria vencido a Grande Guerra contra o Neanthal. Ele carrega consigo o fardo da culpa, sabendo que numerosos Neanthal morreram na Grande Guerra e que Asa Hon, que não conhecia a conspiração, desapareceu desde então, sem que ninguém saiba se ela está viva ou morta.
- Ko Bo-gyeol como Chae-eun

Uma curandeira, filha de Ha-rim, que naturalmente aprendeu medicina observando o pai desde que era jovem. Inteligentes e brilhantes, se as Tribos da União não encontrarem Ha-rim, procurarão Chae-eun. Ha-rim encontra muito apoio de Chae-eun. Ela não tem preconceito contra Neanthal ou Igutus, e ajuda Eun-Seom quando ele chega de Iark.
- Ahn Hye-won como Nun-byeol

A irmã mais nova de Chae-eun, a segunda filha de Ha-rim que ele salvou dos campos de batalha e criou como sua, na verdade um órfão de guerra adotado, um Neanthal. Temendo por sua constituição naturalmente fraca, enquanto ele cortava a maior parte de seus corpos para torná-la fraca, para que ninguém notasse sua força forte como os neanthals, Ha-rim ensinou luta de espadas com Nun-Byeol. Ela copia os movimentos, mas não tem força por trás deles, e cansa-se facilmente de um pouco de prática. Apesar de toda sua fraqueza, Nun-byeol tem Chae-eun, sua irmã forte e inteligente que é sua protetora.
- como Su-chin

Um retentor do templo da medicina que era originalmente de uma pequena tribo minoritária. Ele seguirá todas as ordens de Ha-rim e Chae-eun.
- como Mu-Myung-jin

Um artesão que trabalha nos aposentos de tecidos, originalmente da tribo White Mountain.
- como Ul-baek

O chefe da guilda Bachi (união mercante), originalmente da tribo Saenyeok, ele tem a maior influência nos mercados de Arthdal
- como Turihan

Um membro da guilda Bachi que tem grande orgulho de pertencer à Tribo White Mountain. Ele é um seguidor do Clã Asa.
- como Ra-im

Um membro da guilda Bachi que não nasceu no continente Arth, mas tem muito orgulho de fazer parte da União Arthdal.
Iark (tribo Wahan)
- Jung Suk-yong como Yeol-son

O chefe do clã Wahan, pai de Tan-ya. Ele tem mãos astutas e as usa para fazer habilmente pequenas esculturas, móveis ou armas. Suas invenções são itens raros que nunca foram vistos pelos clãs vizinhos e são altamente cobiçados pelas trocas. Um dia, os guerreiros de Arthdal chegaram em Iark, e Yeolson foi sequestrado em Arthdal. Em Arthdal, onde a civilização está progredindo, um aprendiz prático e rápido como Yeolson é valorizado. O inocente Yeolson se adapta aos modos de uma civilização e desempenha um papel importante na história de Arth.
- Kim Ho-jung como Cho-seol

A Grande Mãe Espiritual do clã Wahan, que é uma existência nobre no clã. Ela levou Tan-ya, a criança do cometa azul sob sua asa, como seu próximo sucessor. Como sacerdotisa, ela sentiu que há uma tremenda mudança na terra de Iark e do Clã Wahan. Ela também adivinhou que Tan-ya será o centro dessa mudança. Ela está sempre ansiosa por que o imprevisível Eun-seom e Tan-ya compartilhem um relacionamento próximo. Olhando para trás, para as regras proibidas de Wahan que foram aprovadas por gerações das Grandes Mães de Wahan, a existência de Eun-seom é um perigo para o Clã Wahan.
- Shin Joo-hwan como Dal-sae

O maior caçador e guerreiro de Wahan, o sucessor do Clã, mas depois que ele foi sequestrado em Arthdal, isso foi rapidamente esquecido, e sobreviver era a única coisa que restava em sua mente. Em Iark, Dal-sae estava sempre escolhendo Eun-Seom, como seu rival, mas se torna o camarada mais próximo de Eun-Seom no futuro.
- Park Jin como Moong-tae

Um guerreiro Wahan que tem muitos medos, ele comete muitos erros enquanto caça, pois nasceu sem agilidade. No entanto, ele tem grande força que é difícil acreditar que pertence a um ser humano. Este jovem forte, mas tímido, rapidamente cedeu ao cruel poder militar de Arthdal.
- Yang Kyung-won como Teo-dae

Um guerreiro Wahan puro e de pele grossa que é o próximo caçador habilidoso depois de Dal-sae entre os Wahan.
- Kim Choong-gil como Book-soe

Um guerreiro Wahan que pode parecer o irmão mais velho, mas tem o coração frágil de uma criança. Ele gosta de comer e, quando estava em Iark, sempre comia um pedaço de carne seca na boca.
- Go Na-hee como Do-ti

Uma criança Wahan que sobreviveu ao dia do massacre da tribo Wahan. Ela vai com Eun-Seom para Arthdal depois e experimenta um mundo chocante. Embora ela incomode Eun-seom com desdém, sua própria existência dá força a Eun-seom.
- Shin Mun-sung como Doon-ji
- Song Jae-ryong como Gum-bool
- Park Ok-chool como Agaji
- Kim Bi-bi como Wooroomi

Mãe de Do-ti, a melhor estilingue em Wahan.
Neanthal
- Yoo Tae-oh como Ragaz

O pai de Eun-seom e Saya.
- Moon Jong venceu como Raknrup
- Ok Go-won como Muteurubeu
- Song Jong-ho como Yiseuroobeu
- Nichkhun como Rottip
  - Choi Ro-woon como Rottip (jovem)

Tribo Momo
- Erika Karata como Karika

Os Xabara (cabeça) da tribo Momo.
- Shim Eun-woo como Tapien

A esposa de Sateunik.
Outros
- Jo Byung-gyu como Sateunik
- Choi Moo-sung como Gitoha
- Kim Ji-soo como Saenarae
- Kim Sung-cheol como Ipsaeng

## Produção
O elenco e a equipe participaram de um workshop em Yangju, Gyeonggi-do em 21 de agosto de 2018. O primeiro roteiro foi realizado em 26 de agosto de 2018. As filmagens começaram oficialmente em 5 de dezembro de 2018 com a cerimônia de abertura do set, cuja construção ocorreu por oito meses. O drama foi filmado no exterior em Brunei. Song Joong-ki foi o primeiro em 24 de fevereiro de 2019.
O drama serve como um projeto de reunião para Song Joong-ki e Kim Ji-won, que estrelaram a série de sucesso de 2016 Descendants of the Sun.

## Trilha sonora

### Parte 1
| Lançado em 6 de julho de 2019 |                                           |                |         |  |
| N.º                           | Título                                    | Artista        | Duração |  |
| 1.                            | "The Poem of Destiny (운명의 시)"         | Ailee          | 3:39    |  |
| 2.                            | "The Poem of Destiny (운명의 시)" (Inst.) |                | 3:39    |  |
| Duração total:                | Duração total:                            | Duração total: | 7:18    |  |

### Parte 2
| Lançado em 22 de setembro de 2019 |                                   |                |         |  |
| N.º                               | Título                            | Artista        | Duração |  |
| 1.                                | "Bloody Dreams (붉은 꿈)"         | Hareem         | 3:35    |  |
| 2.                                | "Bloody Dreams (붉은 꿈)" (Inst.) |                | 3:35    |  |
| Duração total:                    | Duração total:                    | Duração total: | 7:10    |  |

## Classificações
Na tabela abaixo, os números azuis representam as audiências mais baixas e os números vermelhos representam as audiências mais elevadas.
| Episódio                                                                         | Data de transmissão                            | Audiência média                                | Audiência média                                | Audiência média                                |
| Episódio                                                                         | Data de transmissão                            | AGB Nielsen                                    | AGB Nielsen                                    |                                                |
| Episódio                                                                         | Data de transmissão                            | Em todo o país                                 | Região Metropolitana de Seul                   |                                                |
| Parte 1: Os Filhos da Profecia (예언의 아이들)                                   | Parte 1: Os Filhos da Profecia (예언의 아이들) | Parte 1: Os Filhos da Profecia (예언의 아이들) | Parte 1: Os Filhos da Profecia (예언의 아이들) | Parte 1: Os Filhos da Profecia (예언의 아이들) |
| -------------------------------------------------------------------------------- | ---------------------------------------------- | ---------------------------------------------- | ---------------------------------------------- | ---------------------------------------------- |
| 1                                                                                | 1 de junho de 2019                             | 6.729%                                         | 7.736%                                         |                                                |
| 2                                                                                | 2 de junho de 2019                             | 7.310%                                         | 8.222%                                         |                                                |
| 3                                                                                | 8 de junho de 2019                             | 6.435%                                         | 6.454%                                         |                                                |
| 4                                                                                | 9 de junho de 2019                             | 7.705%                                         | 8.952%                                         |                                                |
| 5                                                                                | 15 de junho de 2019                            | 5.787%                                         | 5.955%                                         |                                                |
| 6                                                                                | 16 de junho de 2019                            | 7.226%                                         | 7.757%                                         |                                                |
| Parte 2: O céu virando do avesso, terra em ascensão (뒤집히는 하늘, 일어나는 땅) |                                                |                                                |                                                |                                                |
| 7                                                                                | 22 de junho de 2019                            | 5.792%                                         | 6.199%                                         |                                                |
| 8                                                                                | 23 de junho de 2019                            | 6.496%                                         | 7.110%                                         |                                                |
| 9                                                                                | 29 de junho de 2019                            | 5.767%                                         | 6.408%                                         |                                                |
| 10                                                                               | 30 de junho de 2019                            | 6.775%                                         | 7.461%                                         |                                                |
| 11                                                                               | 6 de julho de 2019                             | 6.258%                                         | 7.131%                                         |                                                |
| 12                                                                               | 7 de julho de 2019                             | 6.771%                                         | 7.325%                                         |                                                |
| Parte 3: O Prelúdio de Todas as Lendas (아스, 그 모든 전설의 서곡)               |                                                |                                                |                                                |                                                |
| 13                                                                               | 7 de setembro de 2019                          | 6.115%                                         | 6.767%                                         |                                                |
| 14                                                                               | 8 de setembro de 2019                          | 7.200%                                         | 8.068%                                         |                                                |
| 15                                                                               | 14 de setembro de 2019                         | 4.830%                                         | 5.416%                                         |                                                |
| 16                                                                               | 15 de setembro de 2019                         | 6.924%                                         | 7.440%                                         |                                                |
| 17                                                                               | 21 de setembro de 2019                         | 6.412%                                         | 7.251%                                         |                                                |
| 18                                                                               | 22 de setembro de 2019                         | 7.373%                                         | 7.581%                                         |                                                |
| Média                                                                            | Média                                          | 6.550%                                         | 7.180%                                         |                                                |
| Especial                                                                         | 26 de maio de 2019                             | 2.290%                                         | 2.804%                                         |                                                |

- Este drama foi transmitido por um canal de televisão por assinatura, que normalmente tem um público relativamente menor em comparação com as emissoras de televisão abertas (KBS, SBS, MBC e EBS).

## Prêmios e indicações
| Ano  | Prêmio                   | Categoria                     | Trabalho nomeado   | Resultado | Ref.   |
| ---- | ------------------------ | ----------------------------- | ------------------ | --------- | ------ |
| 2018 | Korea First Brand Awards | Drama Mais Antecipado de 2019 | Arthdal Chronicles | Venceu    | [ 14 ] |
| 2019 | 12th Korea Drama Awards  | Prêmio de Excelência, Atriz   | Kim Ji-won         | Indicado  | [ 15 ] |

## Transmissão internacional
- Filipinas - A série será exibida na GMA Network no início de 2020.